# Granica razvlačenja
Granica razvlačenja ili granica tečenja materijala (oznaka: σ0,2) je ono naprezanje pri vlačnom opterećenju (vlačno ispitivanje) koje izaziva znatno istezanje ispitnog uzorka ili epruvete, bez povećanja sile. To je osnovno mehaničko svojstvo materijala, uz vlačnu čvrstoću, na osnovu kojeg se materijali vrednuju prema njihovoj mehaničkoj otpornosti. Granica razvlačenja za određene materijale se dobiva iz dijagrama naprezanja.
Dogovorena granica razvlačenja (oznaka: Rp) je ono naprezanje u materijalu koje stvara dogovoreno produljenje ispitnog uzorka, a uobičajena je vrijednost trajno produljenje od 0,2% prvobitne dužine ispitnog uzorka, pa se takva granica razvlačenja označava σ0,2. U knjigama se ponekad mogu naći i druge dogovorene vrijednosti, kao σ0,1 ili σ0,01 i druge.

## Dijagram naprezanja
Dijagram naprezanja prikazuje međusobnu ovisnost σ - vlačnog naprezanja i ε - relativnog produljenja ili linijske vlačne deformacije. U materijalu koji je opterećen nekom silom F nastaju naprezanja σ koja uzrokuju njegovo rastezanje. Naprezanje σ je omjer sile F i ploštine A presjeka štapa ili šipke (okomitog na smjer sile).
{\displaystyle \sigma ={\frac {F}{A}}}
Zbog djelovanja sile F (a time nastalog naprezanja σ) štap ili šipka će se od početne duljine Lo rastegnuti na duljinu L. Tako je produljenje štapa ili šipke:
{\displaystyle \varepsilon ={\frac {\Delta L}{L_{0}}}={\frac {L-L_{0}}{L_{0}}}}
Relativno produljenje ε (duljinska ili uzdužna deformacija) štapa ili šipke je produljenje s obzirom na početnu duljinu Lo. Početno je naprezanje linearno (deformacija je izravno razmjerna naprezanju). U području linearnog rastezanja (Hookeov zakon) materijal je elastičan i nakon prestanka djelovanja sile, odnosno naprezanja, on se vraća u početno stanje. Youngov modul elastičnosti je omjer naprezanja i relativnog produljenja (u području elastičnosti).
Tehnička granica elastičnosti je naprezanje pri kojem osjetljiva mjerila osjete prvo primjetno trajno produljenje materijala (pri još nepromijenjenom presjeku Ao). Nakon te granice (obično na kraju linearnog rastezanja) materijal se rasteže plastično i nakon prestanka djelovanja sile ne vraća se više na početnu duljinu Lo, već ostaje određeno trajno produljenje, uz suženje presjeka, A < Ao.

### Vlačno ispitivanje
Vlačno ispitivanje je postupak ispitivanja mehaničkih svojstava na kidalici, kojim se utvrđuju glavna svojstva koja karakteriziraju mehaničku otpornost materijala, ali i njihovu deformabilnost. Iz materijala koji želimo ispitati izrađuje se uzorak za ispitivanje propisanog oblika i dimenzija, a to je epruveta ili ispitni uzorak. Najčešće je to (ovisno o obliku poluproizvoda) ispitni uzorak valjkastog oblika, kod kojega su promjer i mjerna duljina u određenom razmjeru. Na kidalici se direktno mjeri vlačna čvrstoća materijala σM, produljenje ispitnog uzorka ΔL i suženje poprečnog presjeka uzorka ΔA. Iz rezultata vlačnog ispitivanja mogu se odrediti Youngov modul elastičnosti E, Poissonov omjer υ, granica razvlačenja i rad plastične deformacije.
Tijek rastezanja u ovisnosti o naprezanju je za različite materijale različit i za njih svojstven. Tako se po obliku dijagrama naprezanja mogu razlikovati:
- žilavi materijali koji se nakon početnog elastičnog (linearnog) rastezanja rastežu do loma materijala vrlo plastično, i to ili kontinuirano (Bakar (element)|bakar) ili diskontinuirano s pojavom tečenja pri stalnom naprezanju (meki čelik).
- krhki materijali, koji se nakon početnog elastičnog rastezanja slamaju bez znatnijeg plastičnog rastezanja (kao sivi lijev)
- plastični materijali koji se tek neznatno rastežu elastično (olovo) ili su gotovo neelastični (asfalt).

## Vrijednosti granice razvlačenja za neke materijale
| Materijal                                                                                       | Granica razvlačenja ili σ0,2 (MPa) | Vlačna čvrstoća (MPa) | Gustoća (g/cm³) | Lom materijala zbog vlastite težine (km) |
| ----------------------------------------------------------------------------------------------- | ---------------------------------- | --------------------- | --------------- | ---------------------------------------- |
| Konstrukcijski čelik Č 0362 (HRN)                                                               | 250                                | 400                   | 7,8             | 3,2                                      |
| Čelik, API 5L X65                                                                               | 448                                | 531                   | 7,8             | 5,8                                      |
| Čelik za poboljšanje ASTM A514                                                                  | 690                                | 760                   | 7,8             | 9,0                                      |
| Čelik, prednapregnuta struktura                                                                 | 1650                               | 1860                  | 7,8             | 21,6                                     |
| Klavirska žica                                                                                  |                                    | 2200–2482             | 7,8             | 28,7                                     |
| Ugljična vlakna (CF, CFK)                                                                       |                                    | 5650                  | 1,75            |                                          |
| Polietilen velike gustoće (HDPE)                                                                | 26-33                              | 37                    | 0,95            | 2,8                                      |
| Polipropilen                                                                                    | 12-43                              | 19,7-80               | 0,91            | 1,3                                      |
| Nehrđajući čelik AISI 302 - hladno valjan                                                       | 520                                | 860                   |                 |                                          |
| Lijevano željezo 4,5% C, ASTM A-48                                                              | *                                  | 172                   | 7,20            | 2,4                                      |
| Titanijeva legura (6% Al, 4% V)                                                                 | 830                                | 900                   | 4,51            | 18,8                                     |
| Aluminijska legura 2014-T6                                                                      | 400                                | 455                   | 2.7             | 15.1                                     |
| Bakar 99,9% Cu                                                                                  | 70                                 | 220                   | 8,92            | 0,8                                      |
| Legura bakra i nikla 10% Ni, 1,6% Fe, 1% Mn, ostatak Cu                                         | 130                                | 350                   | 8,94            | 1,4                                      |
| Mjed                                                                                            | oko 200                            | 550                   | 5,3             | 3,8                                      |
| Paukova mreža                                                                                   | 1150                               | 1200                  |                 | 50                                       |
| Prirodna svila                                                                                  | 500                                |                       |                 | 25                                       |
| Aramid (Kevlar ili Twaron)                                                                      | 3620                               |                       | 1,44            | 256,3                                    |
| Polietilen visoke gustoće (UHMWPE)                                                              |                                    | 2400                  | 0,97            | 400                                      |
| Kost (savitljiva)                                                                               | 104-121                            | 130                   |                 | 3                                        |
| Najlon, tip 6/6                                                                                 | 45                                 | 75                    |                 | 2                                        |
| *Lijevano željezo nema uočljivu granicu razvlačenja, pa može biti od 65 do 80% vlačne čvrstoće. |                                    |                       |                 |                                          |

|          | Youngov modul elastičnosti (GPa) | Granica razvlačenja (MPa) | Vlačna čvrstoća (MPa) |
| -------- | -------------------------------- | ------------------------- | --------------------- |
| aluminij | 70                               | 15-20                     | 40-50                 |
| bakar    | 130                              | 33                        | 210                   |
| željezo  | 211                              | 80-100                    | 350                   |
| nikal    | 170                              | 14-35                     | 140-195               |
| silicij  | 107                              | 5000-9000                 |                       |
| tantal   | 186                              | 180                       | 200                   |
| kositar  | 47                               | 9-14                      | 15-200                |
| titanij  | 120                              | 100-225                   | 240-370               |
| volfram  | 411                              | 550                       | 550-620               |